# Paradisets portar
Paradisets portar (polska: Bramy raju) är en roman av den polske författaren Jerzy Andrzejewski, publicerad 1960. Den historiska bakgrunden till romanen är det mytiska Barnkorståget i 1200-talets början, vilket utgick ifrån Vendôme i Frankrike. Verkets centrala tema är konflikten mellan idealism och cynism, vilken personifieras i den gamle präst som följer med på korståget och vars illusioner om ungdomens renhet och oskuld gradvis bryts ned. Med detta tema i åtanke har romanen ofta tolkats som ett kritiskt inlägg mot korruptionen inom Polens statssocialistiska regim.[källa behövs] Boken är anmärkningsvärd i den mån att den består av 40 000 ord uppdelade på två meningar, varav den sista endast innehåller fyra ord.
I likhet med en annan roman av Andrzejewski, Aska och diamanter, har Paradisets portar filmatiserats av Andrzej Wajda.